# Apricot Stone
Apricot Stone (dall'inglese: seme di albicocca) è il singolo di debutto della cantante armena Eva Rivas pubblicato indipendentemente nel 2010.
Il brano è stato scritto da Karen Kavaleryan e composto da Armen Martirosyan.
Apricot Stone ha rappresentato l'Armenia all'Eurovision Song Contest 2010, classificandosi al 7º posto nella finale dell'evento.

## Partecipazione all'Eurovision Song Contest
L'emittente armena ARMTV ha selezionato tramite l'Evradesil il proprio rappresentante per l'Eurovision Song Contest 2010. Tra i 9 partecipanti Eva Rivas, con Apricot Stone, è stata decretata vincitrice.
Sorteggiata per la partecipazione nella seconda semifinale, l'Armenia si è esibita 2ª, classificandosi  6ª con 83 punti e qualificandosi per la finale, dove, esibendosi 21ª, si è classificata 7ª con 141 punti.

## Classifiche
| Classifica (2010) | Posizione massima |
| ----------------- | ----------------- |
| Svizzera          | 54                |